# Pożar kościoła w Gizie
Pożar kościoła w Gizie – pożar kościoła koptyjskiego, do którego doszło 14 sierpnia 2022 roku w Gizie w Egipcie. W jego wyniku śmierć poniosło 41 osób, w tym 18 dzieci, a 45 osób zostało rannych.

## Historia
Do pożaru doszło w kościele św. Merkurego z Cezarei Kapadockiej, jednym z największych w Gizie. 14 sierpnia 2022 roku w porannej mszy brało udział ponad 5 tys. wiernych. W trakcie mszy zauważono zadymienie na drugim piętrze budynku. Wierni zaczęli w pośpiechu opuszczać kościół. Gdy dym stał się gęstszy i pojawiły się płomienie, doszło do wybuchu paniki, w wyniku której ludzie zaczęli tratować się nawzajem. Wiele osób, aby uciec przed płomieniami skierowało się na wyższe piętra kościoła i tym samym odcięli sobie drogę ucieczki. Przed przyjazdem służb ratowniczych, z pomocą przyszli świadkowie zdarzenia, którzy wchodzili do kościoła, aby pomóc w ewakuacji nieprzytomnych ludzi. Strażacy ugasili pożar dwie godziny po jego wybuchu. W katastrofie zginęło 41 osób, w tym 18 dzieci. Wśród ofiar znalazł się proboszcz, ks. Abd al-Masiha Bakhita. Według Ministerstwa Zdrowia Egiptu, większość ofiar zginęła na skutek zaczadzenia dymem lub zadeptania w trakcie ewakuacji.
Prezydent Egiptu Abd al-Fattah as-Sisi złożył kondolencje patriarsze Koptyjskiego Kościoła Ortodoksyjnego Tawadrosowi II.